# Rebecca Rolls
Rebecca Jane Rolls (Napier, 22 de agosto de 1975) é uma futebolista profissional e criqueter neozelandesa que atua como goleira.

## Carreira
Rebecca Rolls fez parte do elenco da Seleção Neozelandesa de Futebol Feminino, nas Olimpíadas de 2012 e 2016. 
Ela foi campeã mundial de criquete em 2000.